# Gonzalo Sánchez de Lozada
Gonzalo Sánchez de Lozada Bustamante (La Paz, 1 de julho de 1930) é um político boliviano e foi presidente de seu país de 6 de agosto de 1993 a 6 de agosto de 1997 e de 6 de agosto de 2002 a 17 de outubro de 2003.
Ficou conhecido por aplicar a "terapia de choque", a teoria económica desenvolvida principalmente pelo economista Jeffrey Sachs. Esta medida extrema foi utilizada pela Bolívia em 1985 (quando Sánchez de Lozada era ministro do Planejamento) para acabar com a hiperinflação causada pelo desequilíbrio das finanças públicas. Um governo de coalizão que incluía o Movimento Bolivia Livre (MBL) e da União Solidariedade Civica (UCS) foi formado. 
Fugiu para os Estados Unidos após a sua deposição do cargo de Presidente da República, que se deveu à instabilidade social, derivada da reação popular negativa à sua política relativa aos recursos energéticos do país.